# Herpeswirusy

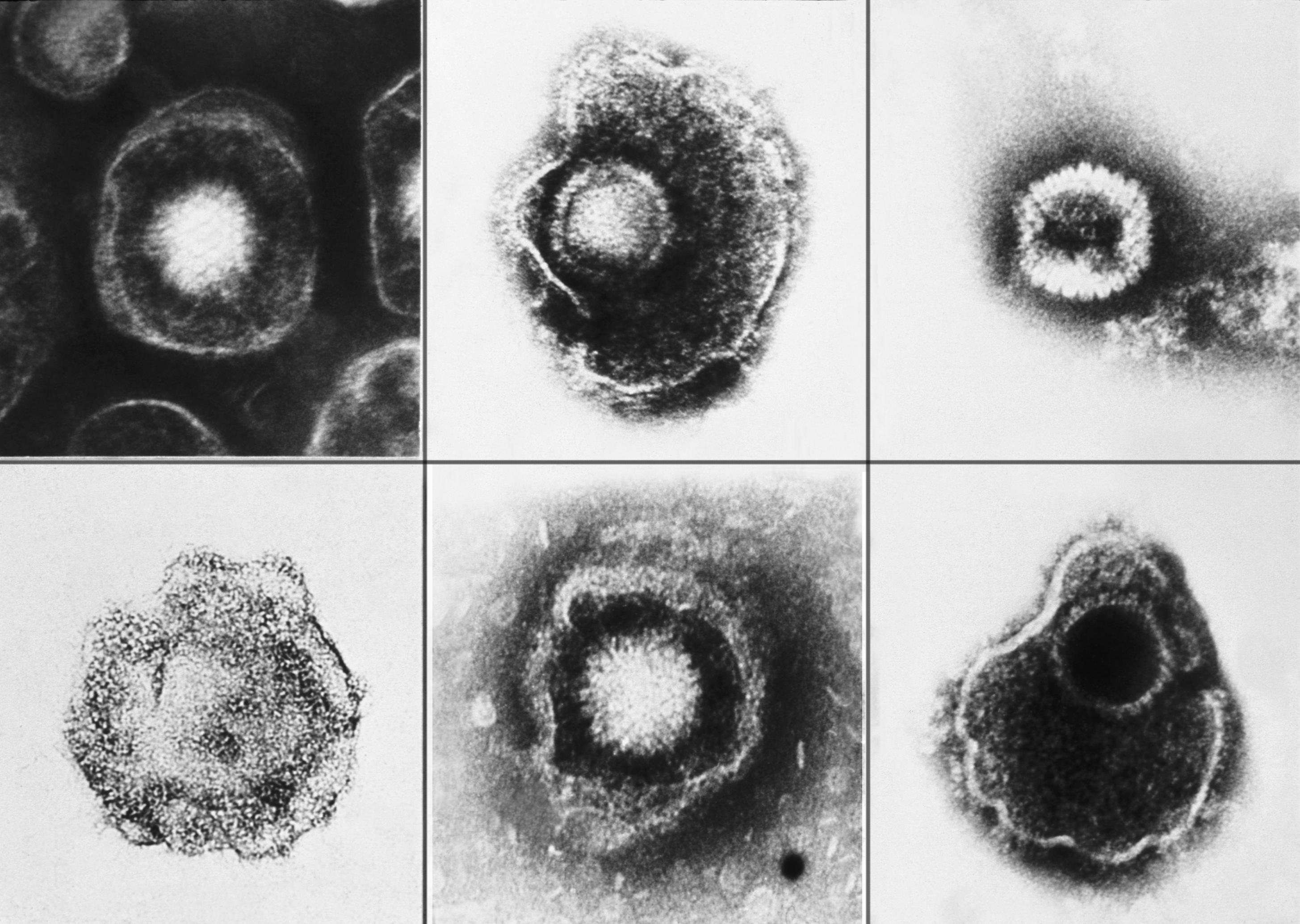
Różne wirusy z rodziny Herpesviridae widziane za pomocą mikroskopu elektronowego. Wśród nich jest VZV oraz HHV-1 i HHV-2.

Herpeswirusy (łac. Herpesviridae, od gr. herpeton - pełzać) - rodzina dsDNA wirusów pasożytujących na zwierzętach (kręgowcach). Zawiera ponad 100 gatunków.

## Budowa
Wiriony mają budowę ikosaedralną. Nukleokapsyd ma 100 nm średnicy, jednak kompletny wirion (z osłonką) ma średnicę 120-200 nm. Osłonka (otoczka lipidowa) wywodzi się z otoczki jądrowej komórki gospodarza. Na mikrografiach elektronowych ma ona wygląd workowaty, ale jest to głównie efekt wpływu związków chemicznych użytych do sporządzenia preparatu wirusa. Kapsyd zawiera liniowy dsDNA. Cechą dodatkową jest obecność tegumentu, przyjmującego wygląd gęstszej elektronowo strefy wokół nukleokapsydu (nie należy go mylić z osłonką lipidową).
Proces replikacji zachodzi poprzez stadium kolistego DNA i umiejscowiony jest w jądrze komórkowym komórki gospodarza.

## Systematyka
Herpeswirusy pasożytują na zwierzętach, a więc również na człowieku – 8 spośród nich wywołuje choroby u człowieka. W przyjętej obecnie taksonomii oznaczone są one symbolami HHV-1 do HHV-8 (Human Herpesvirus). Poniżej przedstawiono systematykę rodziny Herpesviridae aż do nazw rodzajowych z wyszczególnieniem nazw gatunkowych wirusów chorobotwórczych dla człowieka (HHV).
- Podrodzina: Alphaherpesvirinae
  - Rodzaj: Simplexvirus (wirusy opryszczki pospolitej)
    - Human herpesvirus 1 (HHV-1), ludzki herpeswirus typu 1, zwyczajowo Herpes simplex virus 1 (HSV-1) - wirus opryszczki pospolitej typu 1, herpeswirus typu 1
    - Human herpesvirus 2 (HHV-2), ludzki herpeswirus typu 2, zwyczajowo Herpes simplex virus 2 (HSV-2) - wirus opryszczki pospolitej typu 2, herpeswirus typu 2

  - Rodzaj: Varicellovirus
    - Human herpesvirus 3 (HHV-3), ludzki herpeswirus typu 3, zwyczajowo Varicella-zoster virus (VZV) - wirus ospy wietrznej-półpaśca

  - Rodzaj: "Marek's disease-like viruses", wirus choroby Mareka
  - Rodzaj: "ILTV-like viruses"
- Podrodzina: Bethaherpesvirinae
  - Rodzaj: Cytomegalovirus
    - Human herpesvirus 5 (HHV-5), ludzki herpesvirus typu 5, zwyczajowo wirus cytomegalii, cytomegalowirus (CMV, HCMV)

  - Rodzaj: Muromegalovirus
  - Rodzaj: Roseolovirus
    - Human herpesvirus 6 (HHV-6), ludzki herpeswirus typu 6, zwyczajowo Wirus rumienia nagłego
    - Human herpesvirus 7 (HHV-7), ludzki herpeswirus typu 7
- Podrodzina: Gammaherpesvirinae
  - Rodzaj: Lymphocryptovirus
    - Human herpesvirus 4 (HHV-4), ludzki herpesvirus typu 4, zwyczajowo wirus Epsteina-Barr (EBV)
    - Human herpesvirus 8 (HHV-8), ludzki herpesvirus typu 8, zwyczajowo Wirus mięsaka Kaposiego (KSHV)

  - Rodzaj: Rhadinovirus

## Choroby wywoływane przez herpeswirusy
| Ludzkie herpeswirusy (HHV) |                                             |            | |
| Typ                        | Synonim                                     | Podrodzina | Patofizjologia |
| HHV-1                      | Wirus opryszczki pospolitej (HSV-1)         | α          | opryszczka wargowa (twarzy) i narządów płciowych (głównie warg), opryszczka jamy ustnej i przełyku, zapalenie płuc, zapalenie mózgu, poprzeczne zapalenie rdzenia kręgowego                                                                            |
| HHV-2                      | Herpes simplex virus-2 (HSV-2)              | α          | opryszczka wargowa (twarzy) i narządów płciowych (głównie narządów płciowych) |
| HHV-3                      | Wirus ospy wietrznej i półpaśca (VZV)       | α          | ospa wietrzna i półpasiec |
| HHV-4                      | Wirus Epsteina-Barr (EBV), limfokryptowirus | γ          | mononukleoza zakaźna i zmiany nowotworowe (czynnik etiologiczny chłoniaka Burkitta, wykazuje powiązania z rakiem jamy nosowo-gardłowej), chłoniak ośrodkowego układu nerwowego u chorych na AIDS, potransplantacyjny zespół mieloproliferacyjny (PTLD) |
| HHV-5                      | Cytomegalowirus (CMV)                       | β          | cytomegalia |
| HHV-6                      | Wirus rumienia nagłego                      | β          | gorączka trzydniowa – trzydniówka (rumień nagły lub choroba szósta), limfadenopatia, zapalenie płuc, chłoniak nieziarniczy |
| HHV-7                      |                                             | β          | (nie udowodniono związku z żadną chorobą, podejrzewa się, iż działa wspólnie z HHV-6) |
| HHV-8                      | Wirus mięsaka Kaposiego (KSHV)              | γ          | mięsak Kaposiego, pierwotny chłoniak wysiękowy, niektóre typy choroby Castlemana |

### Zoonozy
Poza wirusami uznawanymi za endemiczne dla ludzi, istnieją wirusy, które pierwotnie występują u zwierząt ale mogą wywoływać zakażenia u ludzi (zoonozy):
| Zoonotyczne herpeswirusy |        |                                               |            | |
| Zwierzę                  | Typ    | Synonim                                       | Podrodzina | Patofizjologia u człowieka |
| Makak                    | CeHV-1 | Cercopithecine herpesvirus-1, (Małpi wirus B) | α          | Bardzo rzadki, doniesiono o 25 przypadkach wśród ludzi. Nieleczone zakażenie jest często śmiertelne (>70%). Często w przebiegu zakażenia dochodzi do rozwinięcia się zapalenia opon mózgowo-rdzeniowych i mózgu. Osoby które przeżyły to zapalenie miały poważne deficyty neurologiczne. Znajomość objawów i wczesne wdrożenie leczenia jest ważne dla narażonych pracowników laboratorium. |
| Mysz                     | MHV-68 | mysi gammaherpeswirus-68                      | γ          | Zoonoza występująca u 4,5% populacji, częstsza u pracowników laboratoriów zajmujących się myszami. Testy ELISA wykazują współczynnik 4 (x4) wyników fałszywie dodatnich z powodu krzyżowej reakcji z przeciwciałami skierowanymi na inne herpeswirusy. |